# Langues officielles de l'Union européenne
Cette page contient des caractères spéciaux ou non latins. S’ils s’affichent mal (▯, ?, etc.), consultez la page d’aide Unicode.

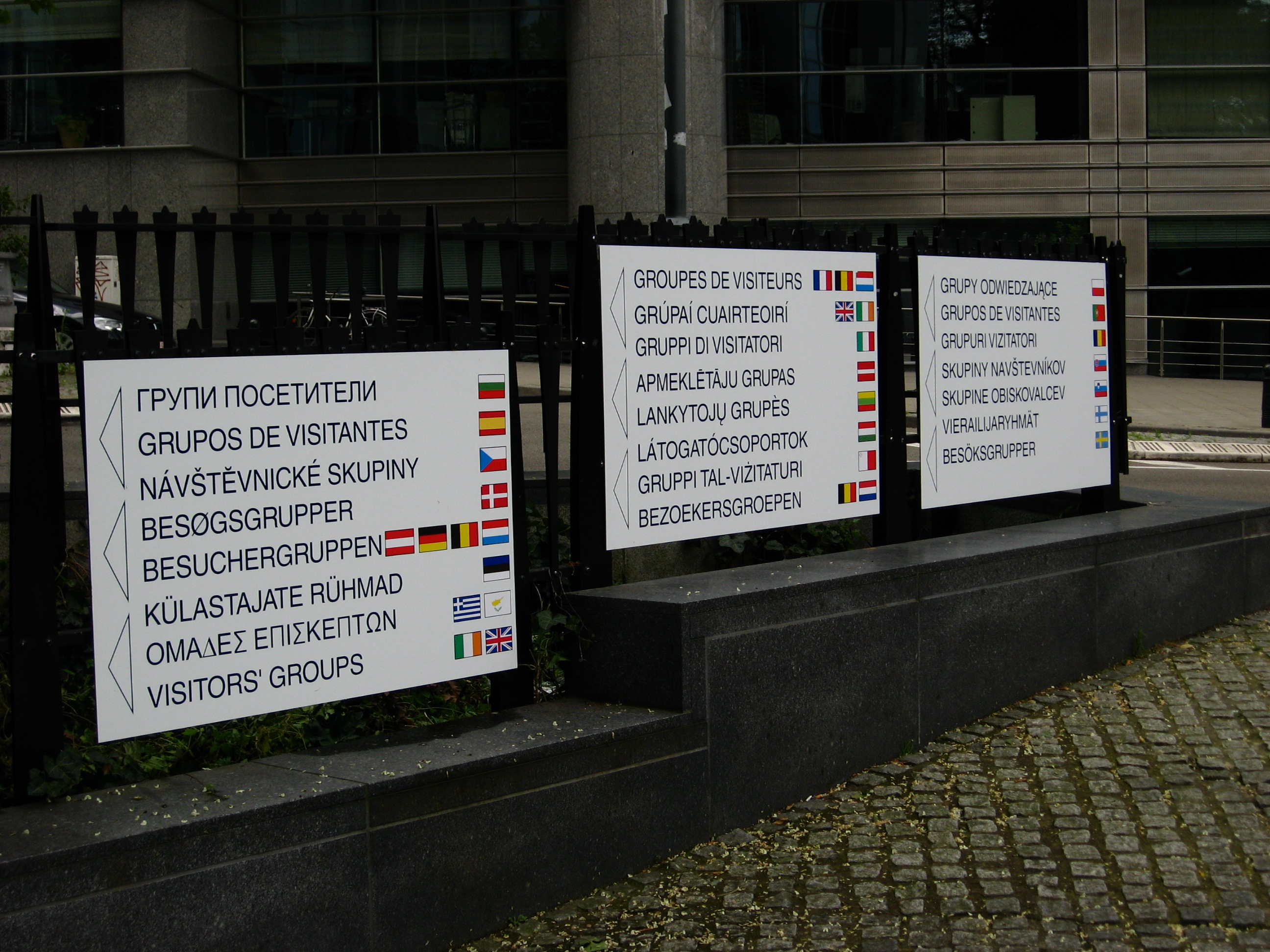
Panneaux de signalisation dans le Parlement européen à Bruxelles. Groupes de visiteurs y est écrit dans les 23 langues officielles de l'Union à l'époque (2007).

Les langues officielles de l'Union européenne sont les langues de communication officielle des institutions de l'Union européenne (UE). Au nombre de quatre à l'origine des Communautés européennes en 1958, elles sont depuis 2013 au nombre de vingt-quatre, à la suite des six élargissements de l'Union.

## Historique

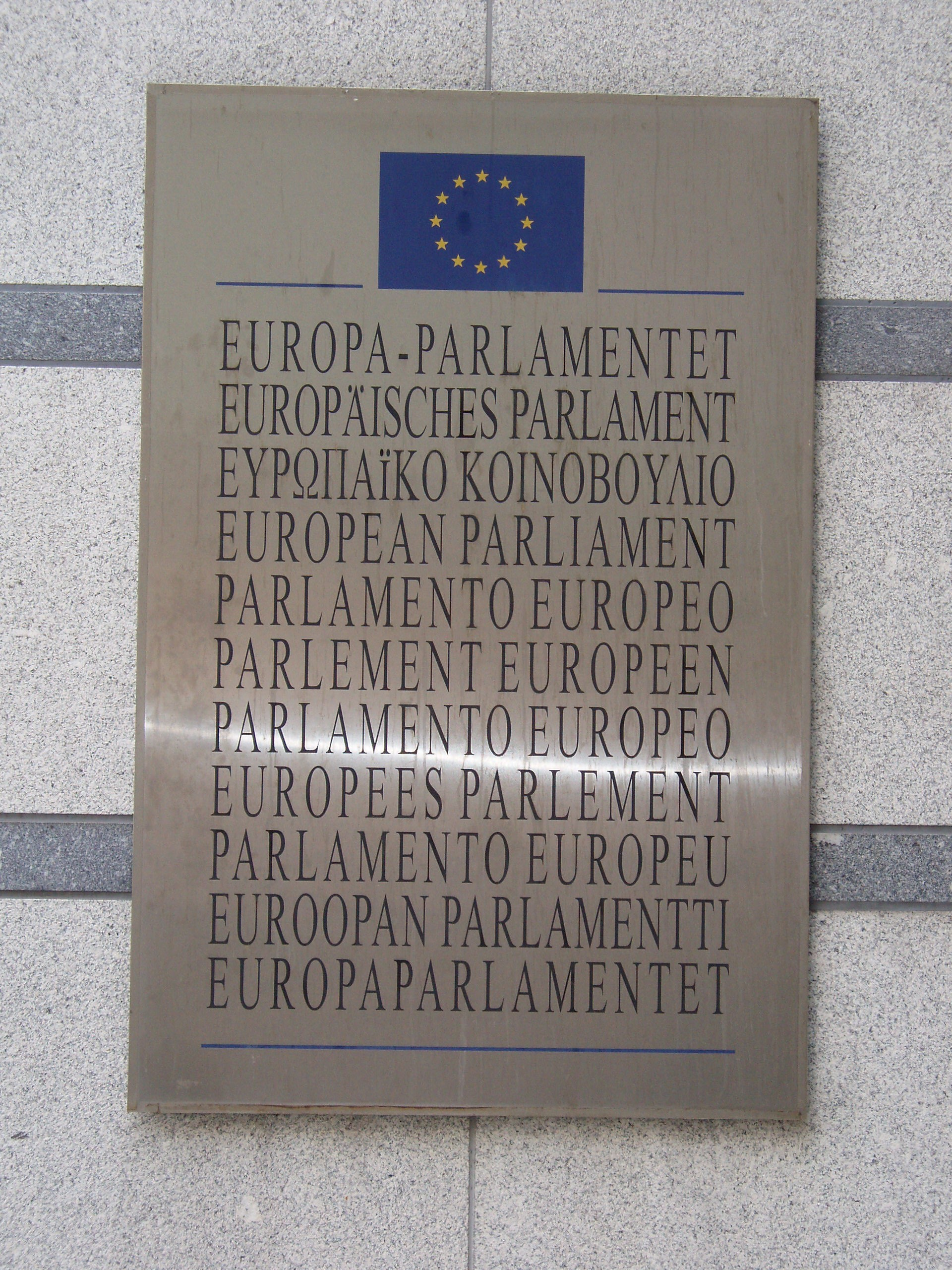
Panneau à l'entrée du Parlement européen à Bruxelles écrit dans les 11 langues qui étaient les langues officielles de l'UE en 1995.

### CEE (1958-1993)
La Communauté économique européenne (CEE), lors de sa création le 1er janvier 1958 par le traité de Rome, reconnaît quatre langues officielles : l'allemand, le français, l'italien, le néerlandais.
Le 1er janvier 1973, lors du 1er élargissement de la CEE par le traité de Bruxelles, s'ajoutent l'anglais et le danois.
Le 1er janvier 1981, lors du 2e élargissement de la CEE par le traité d'Athènes, s'ajoute le grec.
Le 1er janvier 1986, lors du 3e élargissement de la CEE par le traité de Madrid/Lisbonne, s'ajoutent le castillan et le portugais.

### UE (depuis 1993)
Ainsi l'Union européenne (UE), lors de sa création le 1er novembre 1993 par le traité de Maastricht, reconnaît neuf langues officielles : l'allemand, l'anglais, le danois, le castillan, le français, le grec, l'italien, le néerlandais, et le portugais.
Le 1er janvier 1995, lors du 4e élargissement de l'UE par le traité de Corfou, s'ajoutent le finnois et le suédois.
Lors du 5e élargissement de l'UE s'ajoutent d'abord le 1er mai 2004 l'estonien, le hongrois, le maltais, le letton, le lituanien, le polonais, le tchèque, le slovaque et le slovène (traité d'Athènes), puis le 1er janvier 2007 le bulgare et le roumain (traité de Luxembourg). Le 1er janvier 2007 s'ajoute également l'irlandais, qui avait jusqu'alors le statut de « langue des traités » et dont le nouveau statut lui avait été accordé le 13 juin 2005 par le Conseil.
Le 1er juillet 2013, lors du 6e élargissement de l'UE par le traité de Bruxelles, s'ajoute le croate.
Les différents élargissements de l'Union ont ainsi mené à 24 le nombre de ses langues officielles.
En 2019, le Brexit entraîne des interrogations sur la question linguistique dans l'Union européenne face à la domination de la langue anglaise sur les autres langues officielles et notamment le français,.

## Liste des langues
Voici les vingt-quatre langues officielles de l'Union européenne (depuis 2013), classées dans l'ordre alphabétique de leur glottonyme local :
| Date | Langue               | Code ISO 639-1 | États membres de l'UE dont c'est une langue officielle |
| ---- | -------------------- | -------------- | ------------------------------------------------------ |
| 2007 | bulgare              | bg             | Bulgarie                                               |
| 2004 | tchèque              | cs             | République tchèque                                     |
| 1973 | danois               | da             | Danemark                                               |
| 1958 | allemand             | de             | Allemagne, Autriche, Belgique, Luxembourg              |
| 2004 | estonien             | et             | Estonie                                                |
| 1981 | grec                 | el             | Chypre, Grèce                                          |
| 1973 | anglais              | en             | Irlande, Malte (et Royaume-Uni avant le Brexit)        |
| 1986 | espagnol (castillan) | es             | Espagne                                                |
| 1958 | français             | fr             | Belgique, France, Luxembourg                           |
| 2007 | irlandais            | ga             | Irlande                                                |
| 2013 | croate               | hr             | Croatie                                                |
| 1958 | italien              | it             | Italie                                                 |
| 2004 | letton               | lv             | Lettonie                                               |
| 2004 | lituanien            | lt             | Lituanie                                               |
| 2004 | hongrois             | hu             | Hongrie                                                |
| 2004 | maltais              | mt             | Malte                                                  |
| 1958 | néerlandais          | nl             | Belgique, Pays-Bas                                     |
| 2004 | polonais             | pl             | Pologne                                                |
| 1986 | portugais            | pt             | Portugal                                               |
| 2007 | roumain              | ro             | Roumanie                                               |
| 2004 | slovaque             | sk             | Slovaquie                                              |
| 2004 | slovène              | sl             | Slovénie                                               |
| 1995 | finnois              | fi             | Finlande                                               |
| 1995 | suédois              | sv             | Finlande, Suède                                        |

Pour un exemple d'utilisation de toutes ces langues dans l'Union européenne, voir « In varietate concordia », la devise de l'Union, qui a été adaptée dans chacune des langues officielles de l'Union, ou encore les noms de l'Union dans les différentes langues officielles.
Ces vingt-quatre langues officielles de l'Union européenne ne doivent pas être confondues avec les langues officielles des États membres. En effet, le luxembourgeois, langue officielle au Luxembourg, et le turc, langue officielle à Chypre, ne sont pourtant pas des langues officielles de l'Union.

## Langues de travail des institutions européennes
Les institutions de l'Union européenne ont différentes politiques linguistiques. Toutefois, une tendance à privilégier l'anglais dans les institutions européennes et dans la communication avec les États membres est constatée malgré la politique officielle.

### Conseil de l'Union européenne
Pour des raisons pratiques, seules trois langues de travail sont utilisées par les fonctionnaires du Conseil : l'anglais, le français et l'allemand.

### Commission européenne
Trois des langues officielles de l'Union sont utilisées comme langues de travail au sein de la Commission : l'anglais, le français et l'allemand. Ces langues sont celles qui sont parmi les plus parlées dans l'Union européenne, que ce soit en tant que langue maternelle (français, allemand), ou en tant que seconde langue (anglais).

### Cour de justice de l'Union européenne
Les délibérés de la Cour de justice de l'Union européenne se font en français, mais les arrêts sont obligatoirement publiés dans la version du cas.

### Parlement européen

Interprètes en cabine dans l'hémicycle du Parlement européen.

Le Parlement européen se doit d'assurer un multilinguisme intégral pour l'ensemble des séances plénières, des réunions des organes parlementaires, des commissions parlementaires et des groupes politiques. Jusqu'en 2020, l'irlandais n'est pas une langue de travail du parlement, celui-ci étant soumis à une dérogation. Cependant, les documents écrits sont systématiquement traduits dans les 24 langues (certains documents ne sont pas traduits en irlandais[réf. nécessaire], à cause notamment du peu de traducteurs disponibles pour cette langue). Lors des sessions plénières, les 23 autres langues sont utilisées à l'oral. Seule l'eurodéputée Liadh Ní Riada utilise l'irlandais. Pour les conférences de presse, le nombre de langues est souvent limité à trois : le français, l'anglais et la langue de l'orateur (à défaut l'allemand).
Avec 24 langues officielles, 276 combinaisons de langues sont possibles, voire 552 en tenant compte du sens de traduction, puisque chaque langue peut être traduite dans 23 autres langues. La difficulté à trouver des interprètes pour tous les couples de langues augmentant avec leur nombre, ont été mises en place des langues pivots ou relais (l'anglais, l'allemand et le français, et selon les députés présents aux réunions l'espagnol, l'italien et le polonais) : le discours est traduit dans une des langues relais, à partir de laquelle (ou desquelles) il est traduit à nouveau dans chacune des autres langues officielles.
L'Union européenne dispose de deux services distincts pour les communications interlingues :
- le Service commun interprétation-conférences (SCIC) pour les traductions orales ;
- la Direction générale de traduction (DGT) pour les traductions écrites.

### Cour des comptes européenne
Les documents publiés par la Cour des comptes européenne le sont dans toutes les langues officielles. En revanche, la langue de travail est majoritairement le français, et dans une moindre mesure l'anglais et l'allemand.

### Banque centrale européenne
La Banque centrale européenne fonctionne pour sa part uniquement en anglais, et ce depuis sa création.

## Choix des langues officielles
Les langues officielles de l'Union européenne font l'objet d'une décision spécifique, sur base des souhaits des États membres. Certains pays demandent que chacune de leurs langues nationales soit langue officielle de l'Union, d'autres celles les plus en usage. Dans tous les cas, au moins une langue nationale est langue officielle.
La législation de l'Union européenne s'applique directement aux citoyens des États membres, tandis que la politique linguistique de l'Union européenne demande une reconnaissance symbolique de chacune de ces langues, ce qui implique un choix plus large que les langues de travail de l'Union.
Lors de son adhésion, l'Irlande n'opte pas pour l'irlandais, pourtant sa première langue nationale. Un statut spécial prévoit certaines utilisations, comme la traduction des traités. En 2007, l'irlandais devient langue officielle, même si en 2015 les directives ne sont pas traduites dans cette langue.

## Pratique des langues officielles de l'UE

### Nombre de locuteurs natifs
De nombreuses langues sont parlées dans l'Union européenne. On compte, outre les 24 langues officielles de l'UE, plus de 60 langues autochtones minoritaires ou régionales et enfin, un grand nombre de langues non autochtones parlées par les communautés de migrants.
Pour la population européenne, pour la période avant le Brexit, la langue maternelle la plus parlée était l'allemand (16 %), suivie de l'italien et de l'anglais (13 % pour chacune des langues), puis du français (12 %), et enfin de l’espagnol et du polonais (8 % pour chacune des langues).
Après le Brexit, l'anglais n'est plus la langue maternelle que de 7 millions de personnes soit 2 % des citoyens de l'Union européenne.

### Pratique des autres langues

#### Niveau de maitrise déclaré (sondage Eurobaromètre)
54 % des Européens sont capables de tenir une conversation dans au moins une langue étrangère, 25 % de parler au moins deux langues étrangères et un sur dix peut converser dans au moins trois langues étrangères. Les cinq langues étrangères les plus parlées sont l'anglais (38 %), le français (12 %), l'allemand (11 %), l'espagnol (7 %) et le russe (5 %).
- 44 % des Européens affirment comprendre au moins une langue étrangère suffisamment bien pour suivre les informations à la télévision ou à la radio. L'anglais est la langue la plus largement comprise, citée par 25 % des Européens. Le français et l'allemand sont cités tous deux par 7 % des répondants, l'espagnol et l'italien sont mentionnés par respectivement 5 % et 2 % des répondants ;
- 44 % des Européens affirment pouvoir lire un article dans un journal ou un magazine en langue étrangère. L'anglais est à nouveau la langue la plus citée, par 25 % des Européens. Le français est cité par 7 % des Européens, et l'allemand par 6 %. L'espagnol est mentionné dans 4 % des réponses, suivi par le russe et l'italien (2 %).

#### Niveau de maitrise mesuré
Lorsque l'on mesure véritablement le niveau de maitrise des compétences langagières des élèves européens en fin de scolarité, seuls 23% d'entre eux sont capables d'utiliser la première langue étrangère apprise (en pratique, il s'agit de l'anglais) au niveau B2 du Cadre européen commun de référence pour les langues du conseil de l'Europe (CECRL). Le pourcentage des élèves atteignant les niveaux C1 ou C2 n'est pas publié car il concerne à peine 1% des étudiants.
Niveau du CECRL atteint par les élèves en pourcentage dans la première ou la seconde langue étrangère (moyenne globale des différents systèmes éducatifs)
| Langue testée             | Pré A1 | A1  | A2  | B1  | B2  |
| ------------------------- | ------ | --- | --- | --- | --- |
| Première langue étrangère | 14%    | 28% | 16% | 19% | 23% |
| Deuxième langue étrangère | 20%    | 38% | 17% | 14% | 11% |

### Enseignement des langues dans l'UE
68 % des Européens ont appris une langue étrangère à l'école, tandis que 16 % ont appris en discutant avec un interlocuteur de langue maternelle, 15 % par des cours de langue hors de l'école, 15 % par des séjours dans un pays où la langue est parlée.
L'UE a une influence limitée dans les domaines de l'éducation et des politiques linguistiques qui relèvent de la compétence des États membres. Les recommandations en France sont d'étudier deux langues étrangères pendant la scolarité.
En 2015, une étude publiée par Eurostat a porté sur le premier cycle de l'enseignement secondaire dans les pays de l'UE. Parmi les 17 millions d'élèves, âgés de 11 à 15 ans, qui étudiaient au moins une langue étrangère, la plupart (97,3 %) apprenaient l'anglais, 5 millions (33,8 %) le français, (23,1 %) l'allemand et (13,6 %) l'espagnol.